# Liste der Baudenkmale in Oberndorf (Oste)
In der Liste der Baudenkmale in Oberndorf (Oste) sind alle Baudenkmale der niedersächsischen Gemeinde Oberndorf (Oste) im Landkreis Cuxhaven aufgelistet. Die Quelle der Baudenkmale ist der Denkmalatlas Niedersachsen. Der Stand der Liste ist der 24. Dezember 2023.

## Allgemein
In den Spalten befinden sich folgende Informationen:
- Lage: die Adresse des Baudenkmales und die geographischen Koordinaten. Kartenansicht, um Koordinaten zu setzen. In der Kartenansicht sind Baudenkmale ohne Koordinaten mit einem roten Marker dargestellt und können in der Karte gesetzt werden. Baudenkmale ohne Bild sind mit einem blauen Marker gekennzeichnet, Baudenkmale mit Bild mit einem grünen Marker.
- Bezeichnung: Bezeichnung des Baudenkmales
- Beschreibung: die Beschreibung des Baudenkmales. Unter § 3 Abs. 2 NDSchG werden Einzeldenkmale und unter § 3 Abs. 3 NDSchG Gruppen baulicher Anlagen und deren Bestandteile ausgewiesen.
- ID: die Objekt-ID des Baudenkmales
- Bild: ein Bild des Baudenkmales, ggf. zusätzlich mit einem Link zu weiteren Fotos des Baudenkmals im Medienarchiv Wikimedia Commons. Wenn man auf das Kamerasymbol klickt, können Fotos zu Baudenkmalen aus dieser Liste hochgeladen werden:

## Oberndorf
| Lage                                              | Bezeichnung                   | Beschreibung | ID       | Bild           |
| ------------------------------------------------- | ----------------------------- | --- | -------- | -------------- |
| Bahnhofstraße 1 53° 45′ 6″ N, 9° 8′ 44″ O         | Wohnhaus                      | 2-gesch. verputzter differenzierter Massivbau von 1910 mit Mansarddach und mit Jugendstilornamentik | 31343268 | BW             |
| Bahnhofstraße 16 53° 45′ 6″ N, 9° 8′ 33″ O        | Schule                        | 2-gesch. Backsteinbau von 1894. | 31343312 | BW             |
| Bahnhofstraße 81 53° 45′ 1″ N, 9° 7′ 39″ O        | Wohnhaus                      | Massivbau von 1909 über Feldsteinsockel mit ausgebautem DG | 31343334 | BW             |
| Bahnhofstraße 81 53° 45′ 1″ N, 9° 7′ 40″ O        | Nebengebäude                  | Backsteinbau von wohl 1909 | 31343358 | BW             |
| Bei der Kirche 4 53° 45′ 9″ N, 9° 8′ 46″ O        | Wohn-/ Geschäftshaus          | 2-gesch. Backsteinbau von 1896 auf niedrigem Sockel. | 31343379 | BW             |
| Bei der Kirche 8 53° 45′ 8″ N, 9° 8′ 46″ O        | Wohnhaus                      | 2-gesch. Backsteinbau vom Anfang des 19. Jh., im OG nach Süd, Nord und Ost als Fachwerk ausgeführt | 31343403 | BW             |
| Bei der Kirche 9 / 10 53° 45′ 8″ N, 9° 8′ 47″ O   | Wohnhaus                      | 2-gesch. Backsteinbau vomEnde 18. / Anfang 19. Jh. als Erweiterung des ursprünglich freistehenden Fachwerkhauses von Nr. 10 aus dem 16. Jh. | 31343428 | BW             |
| Bei der Kirche 11 53° 45′ 8″ N, 9° 8′ 48″ O       | Wohnhaus                      | 2-gesch. Backsteinbau von um 1800 als Umbau eines Altbaus | 31343474 | BW             |
| Bei der Kirche 12 53° 45′ 9″ N, 9° 8′ 48″ O       | St. Georg                     | Saalkirche aus Backstein von 1653 , Außenwände mit breiten Rundbogenfenstern und Stützpfeilern, Westturm im Ursprungvon um 1300, mit hohem Knickhelm von 1717. Innen: Tonnengewölbe, umlaufenden Emporen und Orgelempore, Kanzelaltar 1663, Bronzetaufbecken Ende 13. Jh.; Taufengel um 1660, Kreuzigungsgruppe 1663; Kronleuchter Mitte 17. Jh.; Orgel 1879 | 31343497 | Weitere Bilder |
| Bei der Kirche 12 53° 45′ 9″ N, 9° 8′ 47″ O       | St. Georg (Kirchhof)          | In der Anfangszeit Friedhof vor der Südseite der Kirche mit drei Gefallenendenkmale, sowie alter Eichenbestand. | 31342828 | BW             |
| Bentwisch 45 53° 45′ 26″ N, 9° 8′ 56″ O           | Wohn-/ Wirtschaftsgebäude     | Backsteinmassivbau von 1857 mit Wirtschaftsteil in Zweiständerkonstruktion und an der Südtraufe mit Zwerchhaus | 31342629 | BW             |
| Bentwisch 45 53° 45′ 27″ N, 9° 8′ 55″ O           | Backhaus                      | Backsteinbau von 1798. | 31342672 | BW             |
| Bentwisch 71 53° 44′ 54″ N, 9° 9′ 4″ O            | Wohn-/ Wirtschaftsgebäude     | Fachwerkbau als Zweiständer-Hallenhaus von um 1800 | 31342694 | BW             |
| Bentwisch 71b 53° 44′ 54″ N, 9° 9′ 5″ O           | Wohngebäude                   | Fachwerkbau von um 1800 mit westseitigem Quertrakt | 31342717 | BW             |
| Bentwisch 72 53° 44′ 52″ N, 9° 9′ 7″ O            | Scheune                       | Fachwerkbau als Zweiständerkonstruktion mit Giebelkübbungen vom wohl Anfang 19. Jh., um 1850 nach Westen verlängert | 31342738 | BW             |
| Braak 1 53° 44′ 46″ N, 9° 8′ 48″ O                | Schöpfwerk Braak              | Backsteinbau von 1927 | 31342760 | BW             |
| Braak 1 53° 44′ 47″ N, 9° 8′ 49″ O                | Schöpfwerk Braak (Sielanlage) | | 31342783 | BW             |
| Braak 15 53° 44′ 34″ N, 9° 8′ 43″ O               | Wohn-/ Wirtschaftsgebäude     | Zweiständer-Hallenhaus von um 1864, am Wirtschaftsgiebel Halbwalm. | 31342806 | BW             |
| Deichstraße 2 53° 45′ 26″ N, 9° 8′ 44″ O          | Villa                         | Massivbau von 1905 als herrschaftliches Wohnhaus für die Gutsbesitzerfamilie von der Höden | 31343521 | BW             |
| Deichstraße 2 53° 45′ 26″ N, 9° 8′ 43″ O          | Nebengebäude                  | Backsteinbau mit Satteldachmit segmentbogiges Einfahrtstor | 31343540 | BW             |
| Deichstraße 2 53° 45′ 26″ N, 9° 8′ 45″ O          | Einfriedung                   | Schmiedeeiserner Zaun auf Zementsockel von 1905. an der Straße | 31343559 | BW             |
| Deichstraße 23 53° 45′ 15″ N, 9° 8′ 47″ O         | Wohnhaus                      | Fachwerkbau aus der zweiten Hälfte des 19. Jh., Rückseite massiv, Giebeldreiecke senkrecht verbrettert | 31343578 | BW             |
| Deichstraße 32 53° 45′ 11″ N, 9° 8′ 47″ O         | Wohnhaus                      | Backsteinbau von 1759 (i) | 31343600 | BW             |
| Deichweg 1 53° 45′ 8″ N, 9° 8′ 49″ O              | Wohnhaus                      | Zum Deichweg traufständiger, 2-geschossiger Backsteinbau mit Drempel von wohl um 1870/80. | 31343622 |                |
| Hasenfleet 7 53° 45′ 15″ N, 9° 11′ 9″ O           | Wohn-/ Wirtschaftsgebäude     | Zweiständerbau in Fachwerk von 1873 über einem Innengerüst von vermutlich 1735. | 31343053 | BW             |
| Hauptstraße 16 53° 45′ 4″ N, 9° 8′ 48″ O          | Wohn-/ Geschäftshaus          | 2-gesch. Backsteinbau von 1896 mit zwei Schaufenstern | 31343641 | BW             |
| Hauptstraße 26 53° 45′ 2″ N, 9° 8′ 49″ O          | Wohnhaus                      | Backsteinbau auf Sockel von 1905, aufwändig gestaltet | 31343659 | BW             |
| Jungfernstieg 5 53° 45′ 15″ N, 9° 8′ 42″ O        | Elektrizitätswerk             | Langgestreckter Backsteinbau mit Querbau von 1906 | 31343739 | BW             |
| Laak 2 53° 46′ 4″ N, 9° 8′ 12″ O                  | Villa                         | 2-gesch. Massivbau von 1862 | 31343075 | BW             |
| Laak 4 53° 45′ 50″ N, 9° 8′ 18″ O                 | Doppelgrabplatte              | | 31343097 | BW             |
| Niederstrich 5 53° 43′ 36″ N, 9° 9′ 44″ O         | Wohn-/ Wirtschaftsgebäude     | Hallenhaus in Fachwerk von 1858 | 31343121 | BW             |
| Niederstrich 5 53° 43′ 36″ N, 9° 9′ 41″ O         | Backhaus                      | Backsteinbau von um 1858 | 31343140 | BW             |
| Niederstrich 6 53° 43′ 33″ N, 9° 9′ 46″ O         | Wohn-/ Wirtschaftsgebäude     | Zweiständer-Hallenhaus aus der Mitte des 19. Jh. in Fachwerk, teils mit Backsteinausfachung, teils massiv aufgeführt. Errichtet wohl | 31343159 | BW             |
| Niederstrich 6 53° 43′ 34″ N, 9° 9′ 47″ O         | Scheune                       | 1-gesch. Fachwerkbau vom 19. Jh. | 31343182 | BW             |
| Niederstricher Deich 16 53° 43′ 34″ N, 9° 9′ 6″ O | Schulgebäude                  | Zum Deich traufständiger, eingeschossiger Backsteinbau mit ausgebautem DG unter Satteldach mit Hohlpfannendeckung. Am nördlichen Giebel flacher Anbau mit Walmdach. Zeittypische Backsteinziersetzungen an Fensterstürzen und als Ortgangfries. Errichtet 1908.                                                                                              | 31343246 | BW             |
| 53° 43′ 25″ N, 9° 9′ 4″ O                         | Ostedeich rechts              | | 31345145 | BW             |